# 米奧德拉格·科斯蒂奇
米奧德拉格·科斯蒂奇 （1959年8月25日—2024年11月13日），塞尔维亚商人，MK集团的创始人兼股東，個人資產淨值達5.2億歐元。